# Hanne Willumsen
Hanne Willumsen (født 5. december 1939) er en dansk skuespiller, dukkefører, forfatter og designer.
Hun har lagt stemme og dukke til Andrea fra Kaj og Andrea, derudover står hun bag dukkerne Anna og Lotte sammen med Iben Wurbs.

## Serier
Andre serier Hanne Willumsen har lagt stemme til:
- Kikkebakkeboligby, julekalender
- Jullerup Færgeby, julekalender
- Magnus Tagmus, julekalender
- Sørøver Sally
- Stine, Anders og Jeanette